# サザンビーチちがさき花火大会
サザンビーチちがさき花火大会（サザンビーチちがさきはなびたいかい）は、神奈川県茅ヶ崎市で開催される花火大会。

## 概要
- 水中孔雀と呼ばれる、水中に現れる花火が呼び物となっている。
- オリジナル花火絵画コンテストの入賞作品が花火になって打ち上げられるのも特徴的[1]。
- 打ち上げ数：約3000発[1]
- 花火大会翌日早朝（6:00〜7:30）に茅ケ崎駅南口から海岸一帯を清掃するクリーンアップを実施、清掃ボランティアを募集している[2]。
- 茅ケ崎駅観光案内所、市内公共施設、商業施設などで花火打上募金を募っており、専用の募金箱がある[2]。

## 沿革
- 2015年（平成27年）8月1日（土曜日） - 第41回大会開催
- 2019年（令和元年）8月10日（土曜日） - 第45回大会を第2土曜日に開催予定であったが、南方の台風の影響による高波のために中止となった[1][3]。
- 2020年（令和2年）8月22日（土曜日） - 当初は第46回大会をこの日に開催する予定[注 1]であったが、新型コロナウイルス感染拡大防止の観点から安全確保を考慮した上で開催の中止が決定された[4]。

## 期日
- 毎年8月の第1土曜日若しくは第2土曜日
- 時間：19時30分～20時20分

## 会場

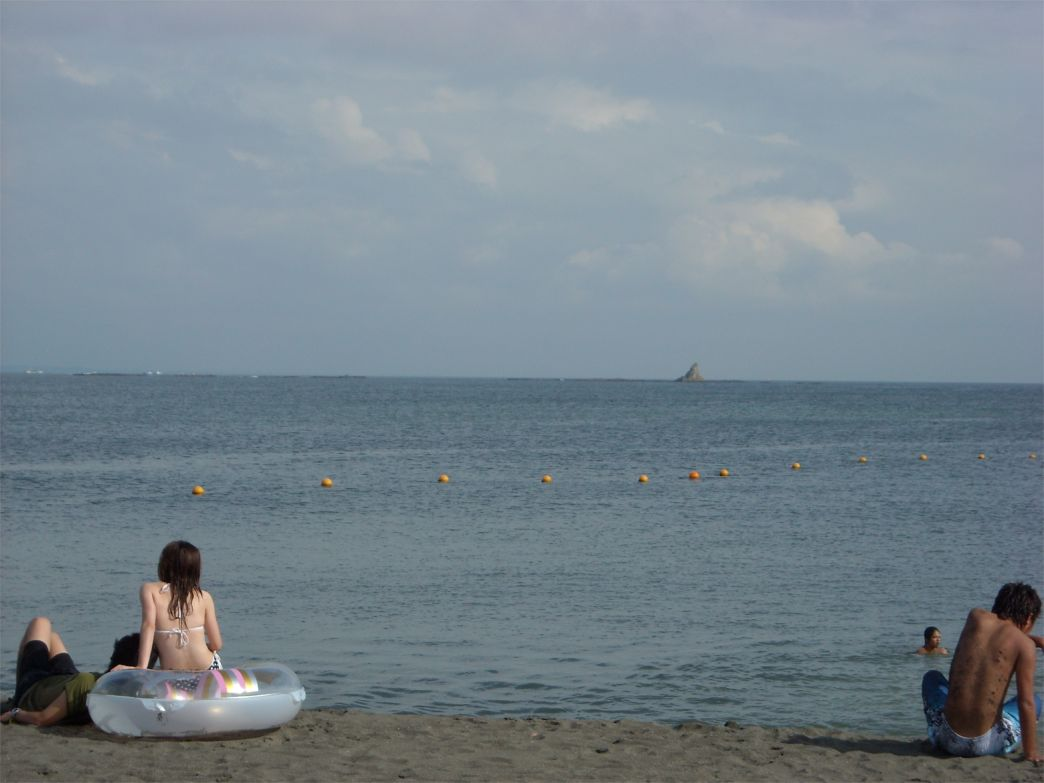
打ち上げ会場付近と昼の烏帽子岩

- 〒253-0055 神奈川県茅ヶ崎市中海岸 茅ヶ崎漁港南側防波堤[2]

## 主催
- サザンビーチちがさき花火大会（茅ヶ崎市観光協会内）

## アクセス
- JR東日本・東海道線(上野東京ライン・湘南新宿ライン)・相模線茅ケ崎駅から徒歩で約20分
- 茅ケ崎駅からの神奈川中央交通臨時バス料金（現金の場合）：大人210円 小人110円

## 周辺
- 茅ヶ崎漁港
- サザンビーチちがさき
- 平島
- 烏帽子岩